# Fernmeldekommando 900
Das Fernmeldekommando 900 war eines der Fernmeldekommandos des Territorialheeres im Heer der Bundeswehr. Der Sitz des Stabs war Rheinbach. Das Fernmeldekommando war im Frieden dem Heeresamt unterstellt; im Verteidigungsfall dem Fernmeldeführungskommando Heer.

## Aufträge
Das Fernmeldekommando bündelte auf Ebene der obersten Bundeswehrführung die Truppenteile der Fernmeldetruppe um die Verbindung zu den Führungsorganen der NATO, zu Regierungen verbündeter oder neutraler Staaten, im Rahmen der zivil-militärischen Zusammenarbeit zu Fernmeldediensten anderer Organisationen und nachgeordneter Behörden zu halten. Mittelbar konnte über die Fernmeldekommandos 800, 850 und 600 Kontakt zu den Landesregierungen und ihnen nachgeordnete Behörden sowie den im Bereich der Bundesrepublik operierenden Heeresgruppen CENTAG, NORTHAG und AFNORTH gehalten werden. Eine der Hauptaufgaben war die Sicherstellung der Kommunikation mit den drei Fernmeldekommandos der deutschen Territorialkommandos, die auch im Verteidigungsfall weiter durch die oberste Bundeswehrführung geführt werden sollten. Weitere Aufgabe war die Verbindung zum unmittelbar dem Bundesministerium unterstellten Sicherungs- und Versorgungsregiment beim BMVg und die Vernetzung derFernmeldezentren der (verbunkerten) Kriegs-Hauptquartieren der obersten militärischen Führungsstäbe der Bundeswehr, Teilstreitkräfte und der Verfassungsorgane der Bundesrepublik im  Ausweichsitz der Verfassungsorgane des Bundes. Die Truppe für Operative Kommunikation produzierte und strahlte den Soldatensender Radio Andernach aus.
Wie die meisten Truppenteile des Territorialheeres wuchs das Fernmeldekommando erst im Verteidigungsfall zu seiner vollen Personalstärke von über 4500 Mann auf. Dies entsprach in etwa der Größe einer Brigade des Feldheeres.

## Gliederung
Um 1989 gliederte sich das Fernmeldekommando grob in:
- Stab / Stabskompanie Fernmeldekommando 900, Rheinbach
  -  Fernmeldekompanie 901 (GerEinh) (Schalt- und Betriebskompanie), Kastellaun
  -  Fernmeldebataillon 910, Rheinbach
  -  Fernmeldebataillon 920, Kastellaun
  -  Fernmeldebataillon 930, Gerolstein
  -  Fernmeldebataillon 960 (teilaktiv), Mayen
  -  Fernmeldebataillon 970 (teilaktiv), Mannheim
  -  Fernmeldezentrum 900 (GerEinh), Bad Neuenahr-Ahrweiler (Ausweichsitz der Verfassungsorgane des Bundes)
  -  Fernmeldezentrum 901 (GerEinh), Mayen (Kriegshauptquartier des Führungsstabes der Streitkräfte)
  -  Fernmeldezentrum 902 (GerEinh) Kastellaun (Kriegshauptquartier des Führungsstabes des Heeres)
  -  Fernmeldezentrum 903 (GerEinh), Gerolstein (Kriegshauptquartier des Führungsstabes der Marine und der Inspektion des Sanitäts- und Gesundheitswesens)
  -  Fernmeldezentrum 904 (GerEinh), Daun
  -  Fernmeldezentrum 905 (GerEinh), Rheinbach
  -  Fernmeldezentrum 906 (GerEinh), Kusel
  -  Fernmeldezentrum 907 (GerEinh), Rheinbach
  -  Fernmeldezentrum 908 (GerEinh), Kastellaun (Kriegshauptquartier des Führungsstabes des Heeres)
  -  Fernmeldezentrale 950 (GerEinh), Gerolstein (Kriegshauptquartier des Führungsstabes der Marine und der Inspektion des Sanitäts- und Gesundheitswesens)
  -  Fernmeldezentrale HQ National Shipping Authority (Germany) (GerEinh), Leer
  -  Fernmeldeausbildungskompanie 921, Kastellaun (im Frieden zu Fernmeldebataillon 920)
  -  Fernmeldeausbildungskompanie 931, Gerolstein (im Frieden zu Fernmeldebataillon 930)
  -  Fernmeldeausbildungskompanie 971, Mannheim
  -  Fernmeldebataillon 950 für Operative Information, Andernach (1989 aufgestellt aus PSV-Bataillon 850 des Fernmeldekommandos 850 und ab Oktober 1990 dem Fernmeldekommando 900 unter neuer Bezeichnung Fernmeldebataillon 950 zur Umgliederung unterstellt)

Hinweis: Die Führung der Luftwaffe richtete ihr Kriegshauptquartier in einer Untertageanlage bei Mechernich ein und betrieb dort ihre eigenes Fernmeldezentrum.

## Geschichte

### Aufstellung
Das Fernmeldekommando 900 wurde zur Einnahme der Heeresstruktur IV bis 1982 aufgestellt. Im Wesentlichen wurde dazu die Führungsfernmeldebrigade 900 umgegliedert.

### Auflösung
Nach Ende des Kalten Krieges, der Lockerung der NATO-Kommandostruktur, der de-facto Aufgabe der Trennung von Feld- und Territorialheer und der Aufstellung neuer operativer Führungskommandos wie dem Kommando Operative Führung Eingreifkräfte mit eigener Fernmeldetechnik wurde das Fernmeldekommando 900 um 1994 außer Dienst gestellt. Teile wurden zur Aufstellung der Führungsunterstützungsbrigade 900 verwendet.

## Verbandsabzeichen

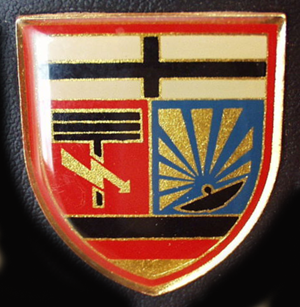
Internes Verbandsabzeichen des Stabes/Stabskompanie

Das Fernmeldekommando führte aufgrund seiner Ausplanung als unselbstständiger Truppenteil der des Fernmeldeführungskommandos Heer bzw. der obersten Bundeswehrführung kein eigenes Verbandsabzeichen. Die Soldaten trugen daher im Frieden das Verbandsabzeichen des Heeresamtes.
Als „Abzeichen“ wurde daher unpräzise manchmal das interne Verbandsabzeichen des Stabes und der Stabskompanie „pars pro toto“ für das gesamte Fernmeldekommando genutzt. Es zeigte als Hinweis auf den Stationierungsraum ein schwarzes kurkölnischen Kreuz wie im Rheinbacher Wappen, eine Parabolantenne, eine stilisierte Antenne, einen Blitz wie im Barettabzeichen der Fernmeldetruppe und unten die Flagge Deutschlands, die auch in den meisten Verbandsabzeichen der oberste Dienststellen der Bundeswehr abgebildet war und für die nationale Führung des Territorialheeres stand.